# エレナ・フェッランテ
エレナ・フェッランテ（イタリア語: Elena Ferrante、イタリア語発音: [ˌɛːlena ferˈrante]、1943年4月5日 - ）は、イタリア人作家のペンネームである。フェッランテがイタリア語で書いた作品は各国語に翻訳されており、「ナポリの物語」シリーズが代表作となっている。
2016年には、『タイム』誌の世界で最も影響力のある100人に選出された。

## 執筆活動
フェッランテは作品の中で最も知られているのは、ナポリ出身の少女2人の人生を描いた4部作「ナポリの物語」シリーズである。4部作は2011年に刊行された『リラとわたし』（伊: L'amica geniale）に始まり、2012年刊行の 『新しい名字』("Storia del nuovo cognome")、2013年刊行の 『逃れる者と留まる者』("Storia di chi fugge e di chi resta")、2014年刊行の 『失われた女の子』("Storia della bambina perduta" )と続くもので、最終作はストレーガ賞やブッカー賞にもノミネートされた。またこの本は、2015年の『ニューヨーク・タイムズ』紙が選ぶ10冊に選出された。日本では早川書房からシリーズ全4作が出版されている。
フェッランテは、「本というものは、ひとたび書かれたら、作者の必要など無いのです」と発言している。彼女は、自身の匿名性が最初からの条件であること、また名前を明かさないことが執筆の鍵であることを繰り返し主張している。
初めて英語に翻訳された作品は "Delia's Elevator" と題された短編で、アドリア・フリッチが翻訳を担当し、2004年のアンソロジー "After the War" に収録された。作品はタイトルロール・デリアの母親が埋葬される日を描いたもので、彼女が育ったアパートの古いエレベーターを訪れるシーンがある。

## 匿名性
世界的に名を知られる作家でありながら、フェッランテは処女作を刊行した1992年以来、自身の匿名性を貫いている。彼女は2015年のストレーガ賞ノミネートの際も匿名を貫いた。2003年に刊行されたノンフィクション作品  "La Frantumaglia" は、フェッランテ自身が作家としての経験について語り、彼女と編集者との文通が書籍化されたが、作品は彼女の正体にわずかな光を当てた（作品は2016年に英訳されたきりである）。この一方で、2013年の『ザ・ニューヨーカー』の記事において、批評家のジェームズ・ウッドは、収集した手紙から彼女について広く受け入れられている認識をまとめた。
2016年3月、イタリアの小説家・言語学者で、ペトラルカ・ダンテ学者かつピサ大学教授のマルコ・サンタガタ（伊: Marco Santagata）は、フェッランテの正体について自説を公表した。彼の論文ではフェッランテの著作が言語学的に分析され、小説内でピサの街並みが詳述されていること、作者が現代イタリア政治に精通していることが指摘された。これらの情報から、サンタガタは作者にピサ在住経験があり1966年にこの街を離れたと結論付け、1964年から1966年までピサで学んでいたナポリの教授、マルチェッラ・マルモ（伊: Marcella Marmo）こそフェッランテだと特定した。一方、マーモも出版社も、彼の説を明確に否定している。
2016年10月、調査報道記者のクラウディオ・ガッティ (Claudio Gatti) が記事を発表し、不動産決済や印税支払などの金融記録から、ローマに拠点を置く翻訳家のアニータ・ラジャ（伊: Anita Raja）こそフェッランテだと報じた。ガッティの記事には、出版界から、プライバシーの侵害だとの批判が数多く寄せられた。イギリスの作家であるマット・ヘイグは、「『本当の』エレナ・フェッランテを暴こうとするのは恥ずかしくて意味も無いと考えてくれ。作家が実際にどんな人物かは、本人が書いた本が教えてくれる」とツイートした。一方で、フェッランテの来歴に関する情報には価値があると評価する者もいた。2016年10月には、イタリアの虚報記者であるトンマーゾ・デベネデッティ (Tommaso Debenedetti) が、スペインの日刊紙『エル・ムンド』のウェブサイトにラジャが自身がフェッランテだと認めた旨を公表したが、フェッランテ自身の出版社によってすぐに否定されている。

## 翻案・映像化
フェッランテの著作のうち2作品が映画化されている。"L'amore molesto"（英題："Troubling Love"）はマリオ・マルトーネによって『愛に戸惑って』（1995年）として長編映画化され、また "I giorni dell'abbandono"（英題：The Days of Abandonment"）は同名映画 (en) としてロベルト・ファエンツァ監督で映画化された。
32話からなる「ナポリの物語」ドラマシリーズは、イタリア放送協会 (RAI)・HBO共同企画、イタリアの制作会社ワイルドサイド・ファンダンゴの共同制作で製作・放送中であり、2018年にシーズン1の8話、2020年にシーズン2の8話が、2022年にシーズン3の8話が放送された。フェッランテも脚本に名を連ねた。
2020年に出版されたLa vita bugiarda degli adulti (英訳: The Lying Life of Adults)はNetflixによって『嘘にまみれた大人たち』(The Lying Life of Adults)のタイトルでドラマシリーズ化され、2023年1月4日より配信予定である。

## 作品
- 1992年 - L'amore molesto
  - 英訳 -  Troubling Love. アン・ゴールドスタイン（英語版）（訳）. New York: Europa Editions. (2006). pp. 139. ISBN 9781933372167. OCLC 946579359[33]
- 2002年 - I giorni dell'abbandono (en) 
  - 英訳 -  The Days of Abandonment. アン・ゴールドスタイン（訳）. New York: Europa Editions. (2005). pp. 188. ISBN 1933372001. OCLC 955582082[33]
- 2003年 - La frantumaglia
  - 英訳 -  Frantumaglia - A writer's journey. アン・ゴールドスタイン（訳）. New York: Europa Editions. (2016). ISBN 1609452925. OCLC 1000112254
- 2006年 - La figlia oscura
  - 英訳 -  The Lost Daughter. アン・ゴールドスタイン（訳）. New York: Europa. (2008). pp. 140. ISBN 1933372427. OCLC 951458659[33]
- 2007年 - La spiaggia di notte（英訳 - The Beach at Night）
- 2011年 - L'amica geniale（『ナポリの物語』第1巻）
  - 英訳 -  My Brilliant Friend. アン・ゴールドスタイン（訳）. New York: Europa Editions. (2012). pp. 331. ISBN 1609450787. OCLC 778419313[33]
  - 日本語訳 - 飯田亮介 訳『リラとわたし』早川書房〈ナポリの物語〉、2017年7月15日、427頁。ISBN 978-4-15-209698-2。OCLC 993346476。全国書誌番号:22915383。
- 2012年 - Storia del nuovo cognome, L'amica geniale volume 2（『ナポリの物語』第2巻）
  - 英訳 -  The Story of a New Name. アン・ゴールドスタイン（訳）. New York: Europa Editions. (2013). pp. 471. ISBN 9781609451349. OCLC 829451619[33]
  - 日本語訳 - 『新しい名字』、飯田亮介訳、早川書房〈ナポリの物語〉、2018年5月17日、624頁。ISBN 978-4152097637
- 2013年 - Storia di chi fugge e di chi resta, L'amica geniale volume 3（『ナポリの物語』第3巻）
  - 英訳 -  Those Who Leave and Those Who Stay. アン・ゴールドスタイン（訳）. New York: Europa Editions. (2014). pp. 418. ISBN 9781609452339. OCLC 870919836[33]
  - 日本語訳 - 『逃れる者と留まる者』、飯田亮介訳、早川書房〈ナポリの物語〉、2019年3月20日、527頁。ISBN 978-4152098467
- 2014年 - Storia della bambina perduta, L'amica geniale volume 4（『ナポリの物語』第4巻）
  - 英訳 -  The Story of the Lost Child. アン・ゴールドスタイン（訳）. Melbourne, Vic.: The Text Publishing Company. (2015). ISBN 9781925240511. OCLC 910239891
  - 日本語訳 - 『失われた女の子』、飯田亮介訳、早川書房〈ナポリの物語〉、2019年12月19日、600頁。ISBN 978-4152099075
- 2019年 - L’invenzione occasionale
  - 英訳 - Incidental Inventions
- 2020年 - La vita bugiarda degli adulti
  - 英訳 - The Lying Life of Adults

## 受賞歴
- 2016年 - 『タイム』誌・タイム100（世界で最も影響力のある100人）[4]
- 2016年 - マン・ブッカー国際賞（英語版）（"The Story of the Lost Child"、ノミネート）[34][35]
- 2016年 - インディペンデント・パブリッシャー・ブック・アワード（英語版） - 金メダル（フィクションの部、"The Story of the Lost Child"）[36]
- 2014年 - Best Translated Book Award (en) （"The Story of the Lost Child"、アン・ゴールドスタイン（英語版）翻訳）[37]